# Česko-kolumbijské vztahy
Česko-kolumbijské vztahy jsou zahraniční vztahy mezi Kolumbií a Českem. Česko má velvyslanectví v Bogotě a pět honorárních konzulátů v Barranquille, Bucaramanze, Cali, Cartaganě a Ibagué. Kolumbie je v Česku zastoupena prostřednictvím svého velvyslanectví v Praze a honorárním konzulátem v Praze.

## Historie
K prvním kontaktům mezi českými zeměmi a oblastí současné Kolumbie došlo v dobách koloniální éry, při misijních aktivitách jezuitů v této oblasti. V 60. nebo 70. letech 19. století objevil český botanik Benedikt Roezl na pobřeží Tichého oceánu v Kolumbii cykasu zamii Roezlovu. Rostlina je po něm pojmenována. V roce 1922 byly mezi Československem a Kolumbií navázány diplomatické styky. Od roku 1926 sídlí v Praze kolumbijský konzul. V roce 1935 se obě země dohodly na přítomnosti velvyslanců.
V roce 2008 jednal český premiér Mirek Topolánek při své návštěvě Kolumbie s kolumbijským prezidentem Álvarem Uribem o potenciálním prodeji lehkého bojového letounu Aero L-159 Alca.